# Alexander Bertsch
Alexander Bertsch (* 4. Februar 1940 in Heilbronn) ist ein deutscher Schriftsteller.

## Leben und Werk
Er studierte Literaturwissenschaft, Musik und Philosophie und war anschließend Musiklehrer am Elly-Heuss-Knapp-Gymnasium Heilbronn. 1987 veröffentlichte er den Lyrikband Fluchtpunkte. Es folgten die Romane Wie Asche im Wind (1993), Die endliche Reise (1999) und Die Liebe, die Kunst und der Tod (2004). Außerdem schreibt Bertsch Texte für das Kabarett und für die Bühne: Träume flussabwärts (Musical), das Käthchenthema in verschiedenen Variationen für das Theaterschiff Heilbronn und Die listigen Weiber von Weinsberg (Schauspiel mit Musik nach der Treu-Weiber-Begebenheit). 2001 nahm er am Kulturprojekt Segni di Pace (Zeichen des Friedens) in Rom teil.
Bertsch lebt in Abstatt bei Heilbronn.